# 押尾コータローの押しても弾いても
『押尾コータローの押しても弾いても』（おしおコータローのおしてもひいても）は、MBSラジオで2003年4月から放送中の音楽番組。放送上の通称は『押し弾き（おしひき）』。ギタリストの押尾にとって初めての冠番組に当たる。2003年10月から2005年3月30日までは、『ナニワ音楽ショウ』（月～木曜日の夜間に放送されていた生ワイド番組）の水曜日に組み込まれていた関係で、タイトルを『ナニワ音楽ショウ　押尾コータローの押しても弾いても（ナニワミュージックショウ　おしおコータローのおしてもひいても）』と称していた。
2005年4月に単独番組として再スタートを切ってからも、放送の曜日・時間を変えながら週1回のレギュラー放送を継続（後述）。2023年4月の時点で、『ナニワ音楽ショウ』時代からの通算放送年数が20年に達している。

## 概要
出身地の大阪を拠点に、国内外で幅広く活動する押尾が、メジャーデビュー2年目の2003年からパーソナリティとして出演中のラジオ番組。最初の半年間は、押尾が1人で進行していた。『ナニワ音楽ショウ　押尾コータローの押しても弾いても』へ移行した同年10月からは、押尾と同世代で、関西を中心に活動するタレントの南かおりが押尾のパートナーを務めている。
当番組では、南が1歳年上の押尾を「コータローさん」「師匠」と称する一方で、押尾が南を愛称の「かおりん」で呼んでいる。また、2人が関西弁でトークを展開したり、エンディングで声を揃えて「ほな!」（「では、また」を意味する関西弁）と叫んだりすることが特徴。番組公式サイト内で毎回の放送後に更新される「スタジオ日記」でも、日記の結び言葉として「ほな」を使っている。
当番組に対する押尾の思い入れは強く、リスナーからのリクエストに応じて、自身の発表曲を含む古今東西の楽曲などをギターで随時演奏。企画によっては、特別に楽曲を作ったり、ギター演奏の初心者に向けて演奏のテクニックを教えたりすることもある。また、メッセージやリクエストを採用したリスナーには、自身のサインを入れたギターピックを全員に進呈。ギタリスト・ギターデュオ・ボーカリストなどのミュージシャンをゲストに迎えた場合には、放送中にセッションを披露することが多い。
MBSラジオ（2022年3月までの正式社名は毎日放送）では、編成上の事情などから、当番組の放送枠を7度にわたって変更してきた（後述）。しかし当番組では、企画や構成をほとんど変えずに、週1回の放送を続けている。2012年10月からは、押尾のメジャーデビュー10周年と翌年の番組10周年にちなんだ特別企画を随時展開。2013年4月2日（1日深夜）の放送で番組開始から10周年、2018年4月の放送で15周年に達した。
ちなみに、当番組の公式サイトでは、ストリーミング配信向けの音声コンテンツ「押尾コータローと南かおりの押し弾き増刊号」（通称『ネット版押し弾き』）を毎週火曜日から1週間限定で公開。当番組の本編に続いて収録されるコンテンツで、収録前に放送できなかった企画や、放送にも登場したゲストを交えての未放送トークなどを週替わりで約15分間聴取できる。当初はMBSラジオの公式サイトから、Windows Media PlayerやRealPlayer形式で配信していた。2013年4月以降は、毎週火曜日に音源を更新するペースを維持したまま、YouTube内のMBSラジオ公式チャンネルから収録音源を配信している（#外部リンクを参照）。

## 放送時間
基本として毎日放送→MBSラジオ本社（大阪市北区）のスタジオから放送されているが、押尾のスケジュールなどとの兼ね合いで、東京支社（東京都港区）内のラジオスタジオからの放送に変わることもある。
- 2003年4月 - 2003年9月 　毎週土曜日21:00 - 21:25
- 2003年10月 - 2008年3月26日 　毎週水曜日21:30 - 翌0:00（『ナニワ音楽ショウ　押尾コータローの押しても弾いても』として放送）
- 2008年4月 - 2009年3月 　毎週金曜日22:00 - 23:00（『ナニワ音楽ショウ』枠から唯一単独番組として継続・再独立）
- 2009年4月 -  2014年3月24日 　毎週火曜日（月曜深夜）0:30 - 1:00（『MBSうたぐみ Smile×Songs』の放送開始を機に放送枠を移動）
- 2014年4月6日 - 2015年3月27日 毎週日曜日23:30 - 翌0:00（同年5月25日まではMBSラジオの通常編成における日曜日の最終番組として放送）
- 2015年3月28日 - 2016年3月21日 　毎週火曜日（月曜深夜）0:00 - 0:30
- 2016年3月28日 - 2021年9月27日　 毎週月曜日23:30 - 翌0:00（深夜の音楽系番組レーベル『MMZ906!』の一部として放送）
- 2021年10月9日 - 2024年3月30日 　毎週土曜日（金曜深夜）0:30 - 1:00
- 2024年4月6日 -   毎週土曜日（金曜深夜）0:00 - 0:30

『ナニワ音楽ショウ　押尾コータローの押しても弾いても』として放送していた時期には、プロ野球シーズンに『MBSタイガースナイター』（現在の『MBSベースボールパーク』）でのナイトゲーム中継を延長した場合に、放送時間の短縮や放送休止で対応することがあった。
単独番組として放送する時期には、上記の中継を延長した場合でも、放送枠のスライドによって必ず放送。2016年3月21日（月曜日）放送分からは、MBSラジオのサービスエリアの一部で、FM補完放送（ワイドFM）とAMのサイマル放送を本格的に実施している。

## 出演者
- 押尾コータロー（パーソナリティ、番組開始から出演）
- 南かおり（パートナー、『ナニワ音楽ショウ　押尾コータローの押しても弾いても』への移行を機に、2003年10月から出演）

当番組で流れるジングルの一部では、押尾と南が、自己紹介を兼ねて以下のやり取りを展開している。
押尾「『押尾コータローの押しても弾いても』　大阪府出身のギタリスト・押尾コータローと」
南「奈良県出身のシャベリスト・南かおりが、大阪・茶屋町のMBSラジオから放送中」
放送回によっては、DEPAPEPEをはじめ、押尾・南と縁の深いミュージシャンをゲストに招く。ちなみにDEPAPEPEは、『ナニワ音楽ショウ　押尾コータローの押しても弾いても』時代の2004年に、押尾の代役でパーソナリティを担当。ジェイク・シマブクロのように、海外在住のミュージシャンが来阪の際にゲストで出演することもある。かつては中川イサト（押尾の中学生時代にギターの演奏を指導したギタリスト）も「イサト師匠」と称して随時招いていたため、中川が2022年4月7日に逝去した直後（同月30日）には中川への追悼特集を放送した。
また、後述する企画の一部では、当番組のディレクターで毎日放送社員の石割（いしわり）聡が放送にも登場。南が当番組や押尾の作品・コンサートなどに関する告知を伝える際には、押尾がBGM代わりにギターを伴奏している。

## 主な企画
独立番組としては、以下の企画から週替わりで1つの企画を放送。『ナニワ音楽ショウ　押尾コータローの押しても弾いても』では、複数の企画をコーナーとして放送していた。
「　」内は放送で使われているタイトルで、◎の企画は『ナニワ音楽ショウ　押尾コータローの押しても弾いても』時代にも放送。●の企画は、ラジオで放送できない場合に、『ネット版押し弾き』の週替わりコンテンツとして収録・配信している。

### 現在
- 押尾によるギターの生演奏◎
  - リスナーやゲストからのリクエストに応じて、押尾が自身や他のアーティストの楽曲をギターで演奏する。リクエスト曲によっては、生演奏ではなく、CDを流すこともある。
- 「押尾コータローのめっちゃ好きやねん」◎
  - ミュージシャンをゲストを迎えてのトーク企画。トークの合間に、押尾とゲストでセッションを披露することが多い。スタジオ収録の前にミュージシャンへのインタビューを（いわゆる「リモート方式」などで）別途収録した場合には、このタイトルを使わずに、収録・編集済みの音源を単なる「インタビュー」として放送している。
- 「押尾コータローの『音楽の教科書』」
  - 押尾が「教科書に載せたい」と言うほど敬愛しているアーティストやバンドから、毎回1組を対象に、主な楽曲の魅力や演奏のテクニックなどを紹介する。
- 「素晴らしき楽器の世界」
  - 2021年10月改編で放送枠を移動したことに合わせて、ドルフィンギターズ（押尾がかねてから懇意にしているギター販売店）が単独で番組全体のスポンサーへ付いたことを機に放送を開始。「楽器」で奏でられる楽曲の一部（イントロなど）に着目したトークを、同店の代表者を交えながら展開する。

2021年10月以降の当番組では、ドルフィンギターズが提供している旨のクレジットを、南によるアナウンスでオープニングトークの後に必ず挿入している。ただし、実際には同店のCMを流さない代わりに、 「素晴らしき楽器の世界」を月に1回のペースで放送している。
2022年10月以降は、ドルフィンギターズにコルグ（電子楽器の製造・販売メーカー）などを加えた複数社の提供体制へ移行。オープニングパートと上記の企画の間には、古川圭子（毎日放送アナウンサー）のナレーションによるコルグの20秒CMを流している。2023年に入ってからは、上記の企画を20分程度に短縮したうえで、コルグの製品を押尾と南が実演を交えながら紹介するインフォマーシャルをエンディングパートとの間にはさむこともある。

### 過去
- 「まかせんかい!アレンジャー」◎
  - 土曜日での放送開始直後（2003年4月5日）から6年間にわたって放送されてきた人気企画。リスナーから楽曲のリクエストを募集したうえで、そのうちの1曲を押尾がギターで演奏していた。また、アーティストゲストを迎えた場合には、そのゲストとのセッションで披露することもあった。
  - 当企画で押尾が演奏した曲は、アコースティック系の楽曲にとどまらず、歌謡曲・演歌・洋楽・アニメの主題歌などにも及んでいた[1]。押尾自身も後年、当番組で「カバーアルバムを5～6枚出せるほど、カバー曲のストックができた」と語っている[2]。
  - 2009年3月11日にソニー・ミュージックエンタテインメントから発売された押尾初のカバーアルバム「Tussie mussie（タッジー・マッジー）」は、（1回の放送だけで流すことを条件に）当企画で押尾が演奏してきたカバー曲の集大成として誕生した[3]。そのため、金曜日での最終放送（同年4月3日）を最後に、レギュラー企画としての放送を終了。ただし現在でも、「MBSラジオ　スペシャルウィーク」期間中などの放送や後述の公開イベントで、当企画を特別に復活させることがある。
- 「ギター教えタロー!」◎
  - 2006年4月12日から、『ナニワ音楽ショウ　押尾コータローの押しても弾いても』が終了する2008年3月26日まで、隔週ペースで86回にわたって放送された押尾によるギター演奏のレッスン企画。ギター演奏の初心者でも課題曲をソロで弾けるように、押尾がギター選びの初歩から懇切丁寧に指導していた。放送期間中には、初心者にとって難しいとされるギターの弦交換をテーマに、「弦交換もおしえタロー」という企画も実施している。
  - 当企画では、押尾を「塾長」として、パートナーの南やディレクターの石割が「生徒」として参加。上田崇順（毎日放送アナウンサー、出演時の名義は「上田たかゆき」）も、押尾からギター演奏の手ほどきを受けた。
  - 押尾が選んだ課題曲には、「初恋」（村下孝蔵）、「チャンピオン」（アリス）、「なごり雪」（イルカ）がある。なお、企画終了後の2009年9月24日には、当企画での指導内容などをまとめたCD付きのギター教本「ヤマハムックシリーズ 22 “押し弾き"プレゼンツ 押尾コータローの『ギターおしえタロー』」がヤマハミュージックメディアから発売された。
  - 当番組では、当企画の放送をきっかけに、ギターを愛好するリスナーから希望者を「ギターおしえタロー会員」に登録する制度を開始。ギターに対する熱意などを綴った電子メール（または封書）に、応募者が愛用のギターと一緒に写っている証明写真（または該当する画像）を添えて送ることを条件に、会員証を発行している。ちなみに会員には、特典として、番組主催のイベント（後述）へ優先的に参加できるようにもなっている。
- 「リラリクエスト」◎
  - 「聴いていてリラックスできる楽曲」をテーマに、リスナーから募集したリクエスト曲を1～2曲放送。リクエストに添えられたメッセージを南が紹介していた。
- 「ギターもっと教えタロー!」
  - 月曜日時代の2012年4月23日から同年10月22日まで、「ギター教えタロー!」の続編として、10回にわたって放送。課題曲は押尾が当企画のために作った「nanairo（なないろ）」[4]で、「ギター教えタロー!」に続いて南と石割が生徒役を務めた。
- 押尾が過去に発表したオリジナルアルバムの回顧
  - 2012年10月から「放送10周年特別企画」の一環として放送。同年にメジャーデビュー10周年を迎えた押尾が、1回につき1つのアルバムをテーマに、収録曲やリリースにまつわるエピソードを語る。また、該当するアルバムの収録曲から、押尾が選んだ楽曲を1～2曲流していた。この企画の終了後も、オープニングトークの直後には、押尾の楽曲を必ず1曲CDで流していた。
- 「押尾さんできるかな? しゃべりすギター」◎●
  - リスナーから大きな人気を博した「まかせんかい!アレンジャー」（後述）の後継企画として、月曜日での放送初日（2009年4月6日）から放送。リスナーからお題（押尾のギターで表現させたい言葉や音）を募集したうえで、押尾が複数のお題を選んでから、お題に見合った音色を放送中にギターで奏でていた。
  - 押尾のギターテクニックを試す企画でもあるため、テーマソングには「できるかな」（NHK教育テレビで放送されていた幼児向け番組）の主題歌を採用。また、押尾が演奏にMARTIN社製のギターを使っていることから、当企画では南がそのギターを「マーチン師匠」と呼んでいた。
  - リスナーからのお題は、機械や車が発する音、ドラマ・アニメ・テレビやラジオのCMでの決め台詞、阪神タイガースの選手によるヒーローインタビューでの発言、早口言葉、南へのメッセージなど多岐に及んでいた。当番組公式サイト内の「スタジオ日記」では、当企画を放送した直後に、放送で取り上げたお題の内容を必ず紹介していた。
- 「ギターBarコータロー」●
  - リスナーをBar（バー）の「客」に見立てたうえで、「マスター」に扮した押尾に聞いて欲しいエピソードやメッセージを募集。毎回1つのエピソードをテーマに、押尾が楽曲を作ってから、放送中に前述の「マーチン師匠」で披露していた。
  - 当企画では、設定が「ギターバー」であることから、押尾が披露する楽曲を「オリジナルカクテル」と総称。なお、南は進行と「客」からのメッセージ紹介を担当していた。

## リスナー参加企画

### 公開収録
『ナニワ音楽ショウ　押尾コータローの押しても弾いても』時代には、『ナニワ音楽ショウ』の他曜日と合同で「ナニワ音楽ショウタイム」（リスナー招待・レギュラー出演者勢揃いの音楽イベント）を随時開催。その模様を収録するとともに、開催後に同番組でダイジェストの音源を放送していた。
『ナニワ音楽ショウ』からの独立後は、当番組単独で、少なくとも年に1回公開収録を実施。MBSラジオでは、収録から数日後に、『MBSサンデースペシャル』か『MBSマンデースペシャル』で1時間の特別番組として放送している。阪急西宮ガーデンズ（兵庫県西宮市）の開業1周年当日（2009年11月26日）に1周年記念イベントとして公開収録を実施してからは、毎年11月26日に同施設で収録するようになった。
なお、2013年からは、奈良県で開催される「ラジオウォーク」のイベント会場でも公開収録を実施。『押尾コータローの押しても弾いても in ラジオウォーク』というタイトルで、後日放送されるようになった。
新型コロナウイルス感染症（COVID-19）の流行が日本国内で始まった2020年以降は公開収録を見合わせていたが、感染症関連の国内法におけるCOVID-19の分類が2023年5月8日付で（季節性インフルエンザなどと同等の）「五類感染症」へ移行したことなどから、翌週（14日）の14時台にCharをゲストに迎えてATCホール（大阪市住之江区）で3年半振りに実施。ただし、「サウンドメッセ in OSAKA 2023」（前日と当日にホール内で開かれていたギターとウクレレの見本市）のステージイベントを兼ねていた関係で、「サウンドメッセ」への入場者に限って観覧を認めていた。また、このイベントで収録された音源は特別番組ではなく、5月19日・26日深夜の当番組内で2回にわたって放送。「サウンドメッセ in OSAKA」では、翌2024年にも5月11日にATCホール内で公開収録を実施した。
『ナニワ音楽ショウ』内での放送開始から20周年に当たる2023年には、10月以降も単独番組としてのレギュラー放送が確定していることを背景に、「『押尾コータローの押しても弾いても』20周年スペシャルライブ～みんなでお祝い!TWENTY×TWENTY!～」という有料イベントを12月21日（木曜日）になんばHatchで開催した。また、阪急西宮ガーデンズでの公開収録も、同年の11月23日（木曜日・勤労感謝の日）から再開。

### 「ギターサミット」
「ギター教えタロー!」（前述）から派生したギター愛好者限定の公開イベントで、正式なタイトルは「ギターサミット“押尾とヒータロー”」。参加者全員と押尾によるギターセッションが最大の見せ場で、「ギターおしえタロー会員」が優先的に参加できるほか、非会員のリスナーからも自前のギターの持参と事前の抽選を条件に参加を受け付ける。また、南と石割も、ギターを手に出演。イベント中には、押尾によるギタークリニックや、ゲストアーティストとのセッションなども実施する。
『ナニワ音楽ショウ　押尾コータローの押しても弾いても』時代には、2007年4月1日に「ギターサミット“押尾とヒータロー!”」、2008年2月10日に「ギターサミット“押尾とヒータローⅡ”」を開催。いずれのイベントにも、日本全国から100名のギター愛好者が毎日放送本社内のスタジオに集結した。
2012年10月28日には、「『押尾コータローの押しても弾いても』放送10周年企画第1弾! 押尾コータローの押しても弾いてもギター☆サミット 押尾とヒータローIII ～そして伝説へ～」として、毎日放送本社1階のアトリウムで約4年8ヶ月振りに開催。「ギターもっと教えタロー!」（前述）の総仕上げも兼ねていたことから、抽選を経て参加できた50名のギター愛好者と押尾・南・石割が、「ギターを持参しない」という条件で観覧を許された一般客を前に「nanairo」のセッションを披露した。